# Гьоре Даскала
Вижте пояснителната страница за други личности с името Георги Христов.
Георги Христов или Гьоре Даскала е български революционер от Вътрешната македоно-одринска революционна организация и Вътрешната македонска революционна организация.

## Биография
Георги Христов е роден през 1879 година в горноджумайското село Покровник, тогава в Османската империя. Присъединява се към ВМОРО. При избухването на Балканската война е македоно-одрински опълченец. След 1919 година и във възстановената от Тодор Александров ВМРО. Междувременно е дългогодишен учител в родното си село и подпомага спомагателната организация в Петрички окръг. Умира на 11 май 1934 година в Покровник и е погребан с почести.
Водачът на ВМРО Иван Михайлов пише за него:
| „ | Предъ очитѣ ми е често образа на Георги (Гьоре) Христовъ Даскала отъ село Покровникъ, Горноджумайско. Бивалъ е за кратко учитель въ селото си, но къмъ деветь години е кръстосвалъ разни околии на Македония като нелегаленъ четникъ. Известно участие е взелъ при укриването на Мисъ Стонъ. Мълчаливъ, скроменъ. Веднага проличава у него твърдостьта на характера и непоколебимата му вѣрность къмъ освободителното дѣло. Смѣлъ човѣкъ. При краткитѣ ми разговори съ него, всѣкога ме запитваше дали се снабдяваме съ по-модерно орѫжие. И даваше препорѫки какъ да се събератъ, по-неусетно, но и въ по-голѣмъ размѣръ, срѣдства отъ народа за тая цель. Познанството съ подобни хора ви дава криле. | “ |